# イースト・エアシャー

イースト・エアシャーの位置

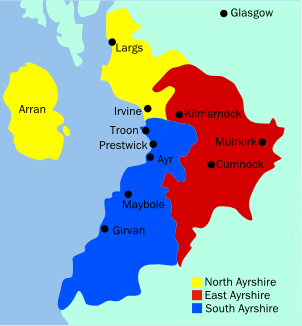
エアーシャー全図。赤がイースト・エアシャー

イースト・エアシャー または イースト・エアーシア (英語: East Ayrshire）は、スコットランドの行政地区の1つである。
エアーシャーの東部を占める。
- 人口： 12万390人 (2022年推計[1])
- 人口密度：95人 / km²
- 中心都市：キルマーノック
- ISO 3166-2：GB-EAY
- ONS code：00QK

## 隣接する州
- ノース・エアシャー
- イースト・レンフルーシャー
- サウス・エアシャー
- サウス・ラナークシャー
- ダンフリーズ・アンド・ガロウェイ